# Exteel
Exteel est un jeu vidéo de tir à la troisième personne développé par la société Beam et NCsoft. Dans Exteel, le joueur est plongé dans un univers futuriste, où il prend la place d'un mercenaire aux commandes d'un mecha, robot gigantesque et équipé pour le combat. Le joueur a la possibilité d'affronter soit d'autres joueurs, soit des mécha contrôlés par l'ordinateur dans différents modes de jeu.
La version finale du jeu est sortie le 4 décembre 2007. Celui-ci est gratuit, mais dispose d'un système d'Item Shop, grâce auquel le joueur peut s'acheter des armes, armures et compétences spéciales via l'argent réel. Ce système n'est pas pénalisant pour ceux qui ne paient pas car il ne sert qu'à accélérer la progression et à avoir plus vite un meilleur équipement, vu que les meilleurs objets sont achetables uniquement avec les crédits, la monnaie virtuelle gagnée au cours du jeu.
À la suite d'un manque de bénéfice et d'un manque d'engouement, les serveurs ont fermé le 1er septembre 2010.

## Système d'expérience
Contrairement à un jeu de tir classique, Exteel propose un système d'expérience.
À chaque partie terminée, vous gagnez un certain pourcentage d'expérience, dépendant des points gagnés lors de la partie. Une fois votre jauge à 100 %, vous gagnez un niveau et la jauge est alors remise à zéro.
À chaque passage de niveau, le jeu vous accorde trois points à dépenser afin d'augmenter diverses caractéristiques :
- HP(40 niveaux) (capital de points de vie représentant la solidité du mécha) ;
- EN(40 niveaux) (capital de points d'énergie, servant à effectuer des mouvements rapides grâce au booster ou changer d'arme) ;
- SP(20 niveaux) (capacité maximale de skills points, permettant d'utiliser les skills ou compétences) ;
- Move Speed (20 niveaux) (vitesse de déplacement du mécha) ;
- Scan Range (40 niveaux) (portée de détection des autres méchas sur le radar) ;
- Marksmanship (5 niveaux) (tolérance au niveau de la visée. Plus elle est élevée, plus il est facile de verrouiller les adversaires).

Chacune de ces caractéristiques est définie par un niveau. Chaque niveau demande un certain nombre de points pour être passé. Ce nombre de points requis peut augmenter ou non, au fur et à mesure de la progression dans cette caractéristique.
Pour résumer, passer de niveau permet d'obtenir des points offrant la possibilité d'augmenter le niveau de quelques-unes des caractéristiques du pilote.

## Système de grades
Exteel propose aussi un système de grades obtenus au fil des niveaux. Chaque passage de grade vous accorde un certain nombre de crédits. De plus, certains grades vous accordent aussi un bonus en plus des crédits tels que de la place dans l'inventaire, la possibilité de créer de nouveaux méchas dans votre hangar, etc.
| Niveau requis | Grade                 | Récompense                                                     |
| ------------- | --------------------- | -------------------------------------------------------------- |
| 0             | Trainee               | N/A                                                            |
| 3             | Private               | 3 points à répartir 2 500 crédits                              |
| 5             | Private First Class   | 3 points à répartir 2 500 crédits                              |
| 7             | Corporal              | 3 points à répartir 2 500 crédits                              |
| 10            | Sergeant              | 3 points à répartir 2 500 crédits 1 place dans le hangar       |
| 15            | Staff Sergeant        | 3 points à répartir 15 000 crédits 10 places dans l'inventaire |
| 20            | Technical Sergeant    | 3 points à répartir 3 000 crédits                              |
| 25            | Master Sergeant       | 3 points à répartir 3 000 crédits                              |
| 30            | Chief Master Sergeant | 3 points à répartir 3 000 crédits 1 place dans le hangar       |
| 36            | Second Lieutenant     | 3 points à répartir 25 000 crédits                             |
| 41            | First Lieutenant      | 3 points à répartir 5 000 crédits                              |
| 46            | Captain               | 3 points à répartir 5 000 crédits 1 place dans le hangar       |
| 51            | Major                 | 3 points à répartir 35 000 crédits 20 places dans l'inventaire |
| 57            | Lieutenant Colonel    | 3 points à répartir 8 000 crédits                              |
| 62            | Colonel               | 3 points à répartir 8 000 crédits                              |
| 67            | Brigadier General     | 3 points à répartir 50 000 crédits                             |
| 72            | Major General         | 3 points à répartir 0 crédit                                   |
| 78            | Lieutenant General    | 3 points à répartir 0 crédit                                   |
| 85            | General               | 3 points à répartir 0 crédit                                   |
| 95            | Commodore             | 3 points à répartir 0 crédit                                   |
| 110           | Admiral               | 3 points à répartir 0 crédit                                   |
| 135           | Governor-General      | 3 points à répartir 0 crédit                                   |
| 165           | Marshal               | 3 points à répartir 0 crédit                                   |
| 200           | Supreme Commander     | 3 points à répartir 0 crédit                                   |

## Système de combat
Exteel se démarque des autres jeux de tir par son système de combat un peu particulier. Tout d'abord vous possédez 3 jauges :
- Une jauge rouge (health points ou HP) : cette jauge représente vos points de vie. S'ils arrivent à zéro, vous explosez et pouvez réapparaître au bout d'un certain temps.

- Une jauge verte (énergie ou EN) : cette jauge représente l'énergie que vous possédez. Cette énergie alimente le booster au sol comme dans les airs et le changement d'armes. Une fois la barre a zéro, vous ne pouvez plus faire aucune de ces actions et devez attendre qu'elle remonte. Il faut l'utiliser, donc, avec parcimonie.

- Une jauge bleue (kills points ou SP) : cette barre représente vos skills points, permettant d'utiliser les fameux skills, de terribles attaques que vous ne pouvez utiliser qu'avec une certaine configuration d'armes. Cette barre augmente quand vous attaquez des ennemis ou lorsque l'on vous inflige des dégâts.

Ce système de combat se démarque surtout par son système de visée unique. En effet, ici, pas question de prévoir la position de l'ennemi et de tirer dans le vide à l'endroit où il se trouvera : le jeu fonctionne par un système de "verrouillage". Il vous suffit de placer votre viseur sur un ennemi et une fois écrit Locked, tous vos tirs iront en direction de l'ennemi, tant qu'il reste dans le réticule.
Notez que si vous tirez sur un ennemi sans l'avoir verrouillé au préalable, aucun de vos tirs ne le toucheront. Les armes de corps à corps et les lance-roquettes sont exemptés de ce système, n'ayant pas besoin de verrouillage.
Pour finir, Exteel dispose aussi d'un système de surchauffe des armes. Pour chaque arme que vous utilisez pour combattre, une barre forme un cercle autour du réticule de visée indiquant la surchauffe de votre arme. Chaque tir ou coup fait avec votre arme fait augmenter cette barre.
Une fois la barre au maximum, elle devient rouge. On dit alors de votre arme qu'elle surchauffe, vous ne pouvez plus l'utiliser durant un certain temps.
Pour continuer à attaquer dans cette situation, vous pouvez soit changer d'armes, soit attendre que la barre revienne à zéro afin de pouvoir réutiliser votre arme surchauffée. Ainsi, cela permet de conserver un équilibre entre les armes et force à diversifier son armement.

## Les armes
Exteel dispose d'une large panoplie d'armes. Voici une courte présentation des différents types.

### Les armes de mêlée
- Les épées (blades) : ces armes légères et puissantes font des attaques en arc de cercle. Elles peuvent faire un enchaînement de 3 coups très rapides et endommageant beaucoup le mécha adverse.

- Les lances (spears) : Ces armes font plus de dégâts que les blades, mais font des attaques plus "droites" et plus lentes. Elles ne peuvent pas faire d'enchaînement de coups, mais sont par contre idéales pour une technique appelé dragooning, consistant à sauter dans les airs puis à se rabattre sur une ennemie en faisant un coup de lance piqué vers le sol. Notez que cette technique est tout à fait applicable à l'épée et même indispensable à un bon joueur.

- Les boucliers (shields) : ils vous permettent d'absorber un certain nombre de coups, allant aussi bien d'armes de corps à corps que de canon, avant de surchauffer. Bien utilisés, ils permettent de réduire significativement les dégâts encaissés et peuvent faire toute la différence lors d'un duel.

### Les armes à distance
- Les sub-machine guns (SMG) : comparables à des mitraillettes, ils bénéficient d'une très bonne cadence de tir, mais ne peuvent ni tirer de trop loin ni de trop près.

- Les fusils à pompe (shotguns) : ces armes redoutables ont une très courte portée et tirent lentement, mais c'est sans compter les dégâts élevés qu'ils causent. Un autre inconvénient : ils surchauffent plutôt vite.

- Les fusils (rifles) : ils possèdent la plus grande portée de tir parmi les armes à distance et infligent de bons dégâts en plus d'une bonne cadence. Cet équilibre lui offre un gros défaut : ils ne peuvent pas tirer si l'ennemi s'approche trop de vous. Mais bien utilisés, cela n'est pas un problème.

### Les canons
Ce sont les snipers du jeu. Ils ont la plus grande portée et la plus grande puissance destructrice du jeu. En contrepartie, vous ne pouvez les utiliser qu'en étant immobile et ils possèdent une très lente cadence de tir. Comme les autres armes à distance, vous ne pouvez pas les utiliser lorsque l'ennemi est trop proche de vous.

### Les lance-roquettes
Les lance-roquettes ne nécessitent pas de verrouiller la cible pour la toucher. Ils peuvent tirer d'assez loin et au corps à corps, leurs tirs possèdent une zone d'effet. Ils sont néanmoins très lourds, ce qui vous ralentit, et ont une cadence de tir assez faible.

### Les rectifiers
Ces armes-là sont un peu spéciales, jusqu'à même remettre en question le terme arme. Ces rectifiers permettent, en effet, de soigner vos alliés, de près comme de loin, en leur envoyant un rayon lumineux réparateur. Il n'est cependant pas possible de se soigner soi-même.

## Les armures
Exteel propose une large panoplie d'armures à acheter soit avec des crédits, soit avec des NCcoins (voir le début de l'article pour plus de détails).

### Les différents types d'armure
- Les armures légères : elles privilégient la vitesse et l'énergie.
- Les armures lourdes : elles privilégient les points de vie et augmentent sensiblement votre puissance de feu via diverses caractéristiques.
- Les armures standard : elles sont un juste milieu entre les légères et les lourdes

(tête, corps, bras, jambes, peinture, booster).

## La durabilité
Dans Exteel, chaque arme et chaque armure possède des points de durabilité. Ces points diminuent au fur et à mesure de leur utilisation dans les parties. Une fois la barre les représentant à zéro, l'élément d'équipement est considéré comme cassé et vous ne pouvez plus l'utiliser tant que vous ne l'avez pas réparé.
Pour réparer votre équipement, vous avez besoin de ce qu'on appelle des points de réparations (repair points). Ces points de réparations s'achètent au magasin par packs de 100 000 points pour 5 000 crédits ou par packs de 500 000 points pour 23 000 crédits.
Certains objets spéciaux, comme la peinture, bénéficient d'un traitement de faveur avec une durée fixe de vie. Elle est, en général, de 30 jours.

## Les compétences d'armes
Chaque fois que vous utilisez une arme d'un certain type dans le jeu cela vous fait gagner des points dans ce qu'on appelle une compétence d'arme.
Il existe 4 compétences d'arme dans le jeu, chacune des compétences possède 5 niveaux et chaque niveau vous donne un bonus avec le type d'arme en question :
- La compétence d'armes de mêlée :
  - niveau 1 : +2 % de bonus à la surchauffe,
  - niveau 2 : +2 % de bonus aux dommages,
  - niveau 3 : +3 % de bonus aux dommages de zone,
  - niveau 4 : +2 % de bonus à la surchauffe,
  - niveau 5 : +2 % de bonus aux dommages ;

- La compétence d'armes à distance :
  - niveau 1 : +2 % de bonus à la surchauffe,
  - niveau 2 : +2 % de bonus aux dommages,
  - niveau 3 : +3 % de bonus au champ de tir,
  - niveau 4 : +2 % de bonus à la surchauffe,
  - niveau 5 : +2 % de bonus aux dommages ;

- La compétence canon :
  - niveau 1 : +2 % de bonus à la surchauffe,
  - niveau 2 : +2 % de bonus aux dommages,
  - niveau 3 : +3 % de bonus au champ de tir,
  - niveau 4 : +2 % de bonus à la surchauffe,
  - niveau 5 : +2 % de bonus aux dommages ;

- La compétence lance-roquettes :
  - Niveau 1 : +2 % de bonus à la surchauffe,
  - Niveau 2 : +2 % de bonus aux dommages,
  - Niveau 3 : +1 à la zone d'effet,
  - Niveau 4 : +2 % de bonus à la surchauffe,
  - Niveau 5 : +2 % de bonus aux dommages.

## Les différents modes de jeu
Il existe 5 modes de jeu :
- deathmatch : tous les joueurs combattent chacun pour soi, jusqu'à la mort. Celui qui possède le plus haut score gagne la partie ;
- team deathmatch : même principe qu'un deathmatch, mais en équipe cette fois ;
- territory control : jeu en équipe, des aérogates sont disposés sur la carte, votre équipe doit les capturer et les tenir le plus longtemps possible pour gagner la partie. Une alternative permettant de remporter la partie est de capturer la base principale de l'ennemi ;
- CTF (capture the flag) : jeu en équipe, le but étant de capturer le drapeau adverse et de le ramener dans son camp.
- last stand : les joueurs jouent en équipe et disposent de deux aérogates et une base qu'ils doivent protéger pendant 10 attaques de vagues de méchas contrôlés par l'ordinateur. Si la base est détruite, les joueurs ont perdu. Sur la carte Capitol Colony, ils doivent protéger les aérogates et la base pendant 12 attaques de vagues. La 12e étant un énorme méchanaught, connu sous le nom de Ballas.